# Derwent Valley Council
Derwent Valley är en kommun i Australien. Den ligger i delstaten Tasmanien, i den sydöstra delen av landet, omkring 65 kilometer väster om delstatshuvudstaden Hobart. Antalet invånare var 10 021 vid folkräkningen 2016.
Följande samhällen finns i Derwent Valley:
- New Norfolk
- Magra
- Lachlan
- Plenty
- Westerway